# Annona salzmannii
Annona salzmannii este o specie de plante angiosperme din genul Annona, familia Annonaceae, descrisă de A. Dc.. Conform Catalogue of Life specia Annona salzmannii nu are subspecii cunoscute.